# Pavol Tišliar
Pavol Tišliar (Rozsnyó, 1975. június 10. –) szlovák professzor, demográfus.

## Élete
Történelem-levéltár szakon végzett 1999-ben a pozsonyi Comenius Egyetemen. 2001-ben kisdoktori fokozatot szerzett levéltár-történelmi segédtudományok szakon. 2005-től PhD., 2009-től docens. 2015. április 1-én javasolta egyeteme professzornak. Az államfő az év november 24-én nevezte ki professzorrá.
2002-2009 között a Comenius Egyetem levéltár-történelmi segédtudományok tanszék szakmai asszisztense, majd 2009-2011 között docense. 2011-2013 között az etnológia és kulturális antropológia tanszék docense, a muzeológia tanszék szakmai felelőse. 2013-tól a muzeológia tanszék docense és az etnológia tanszék szakmai felelőse. 2015-2020 között az etnológia és muzeológia tanszék professzora. 2018-tól a brünni Masaryk Egyetemen a muzeológiai tanszék, 2020-tól a nagyszombati Szent Cirill és Metód Egyetem munkatársa.

## Művei
- 2006 K sčítaniu obyvateľstva Slovenska v roku 1919
- 2007 Mimoriadne sčítanie ľudu na Slovensku z roku 1919 – Príspevok k populačným dejinám Slovenska. Bratislava
- 2009 Etnická a konfesionálna štruktúra Gemera a Malohontu (prehľad stavu podľa vybraných statických prameňov v 18.-1. pol. 20. storočia), Brno
- 2009 Populačný vývoj Podkarpatskej Rusi I-II. (tsz. Branislav Šprocha)
- 2011 Národnostný kataster Slovenska v roku 1940. Bratislava
- 2012 Demografický obraz Slovenska v sčítaniach ľudu 1919–1940. Brno (tsz. Branislav Šprocha)
- 2013 Okresné zriadenie na Slovensku v rokoch 1918 –1945. Krakov
- 2013 Múzeum a historické vedy (tsz. Ľuboš Kačírek – Radoslav Ragač)
- 2014 Petržalka v rokoch 1919–1946. Bratislava (tsz. Ľuboš Kačírek)
- 2019 Snahy o vytvorenie spoločného archívu a múzea v kaštieli Betliar v 40. a 50. rokoch 20. storočia. Gemer-Malohont 15.